# إسلام توختاخوجاييف
إسلوم توختاخوجاييف (30 أكتوبر 1989 فرغانة أوزبكستان - ) هو لاعب كرة قدم أوزبكستاني، يلعب كمدافع ، شارك في كأس آسيا 2015.

## روابط خارجية
- إسلام توختاخوجاييف على موقع قاعدة بيانات كرة القدم.إي يو (الإنجليزية)
- إسلام توختاخوجاييف على موقع ناشيونال فوتبول تيمز (الإنجليزية)
- إسلام توختاخوجاييف على موقع Soccerway.com (الإنجليزية)